# Булактиколь
Булактико́ль (каз. Бұлақтыкөл) — село складі Байганінського району Актюбінської області Казахстану. Входить до складу Кизилбулацького сільського округу.
У радянські часи село називалось Сариколь або Караколь.
Населення — 385 осіб (2021; 511 у 2009, 675 у 1999, 679 у 1989).